# Adolf Rall
Adolf Anselm Rall (* 7. Juni 1905 in Berlin-Neukölln; † um den 2. November 1933 bei Berlin) war ein deutscher SA-Mann. Rall wurde bekannt als Opfer eines Mordes, der häufig mit dem Reichstagsbrand vom Februar 1933 in Zusammenhang gebracht wurde.

## Leben und Wirken

### Frühes Leben
Rall wurde als ältestes von fünf Kindern des Eisenbahn-Obersekretärs Valentin Rall und seiner Ehefrau Marianna, geborene Kaminsky, geboren. Nach dem Schulbesuch erlernte er vier oder fünf Jahre lang bei der Firma Maibach den Beruf eines Automobilschlossers. Am 21. April 1924 wurde er erstmals behördennotorisch, als ihm Fingerabdrücke wegen „Sittlichkeitsverbrechen“ abgenommen wurden.
1926 legte Rall die Führerscheinprüfung für sämtliche Klassen ab. In den folgenden Jahren verdiente Rall, der damals in der Knesebeckstraße 120 lebte (heute Silbersteinstraße 63), seinen Lebensunterhalt als Kraftwagenführer. Aufgrund einer schweren Verletzung soll er dann eine Zeit lang bei der Stadt Berlin als Schreiber, später als Radiohilfsmonteur und schließlich als Fahrer für elektrische Wagen bei der Stadt Berlin tätig gewesen sein. Anschließend sei er Privatchauffeur gewesen. Eigenen Angaben zufolge will er den Reichsinnenminister Carl Severing eineinhalb Jahre gefahren haben. Ende der 1920er Jahre schloss er sich angeblich der Sturmabteilung (SA) an.
Am 30. April 1932 wurde Rall wegen verschiedener Fälle von Autodiebstahl in Dresden verhaftet. Nachdem er mehrere Wochen im Untersuchungsgefängnis Meißen verbracht hatte, wurde er im August nach Berlin verlegt, wo er nach der weiteren Verbüßung seiner Haft am 10. Oktober 1932 wieder auf freien Fuß gesetzt wurde. Eigenen Angaben in den erhaltenen Ermittlungsakten zufolge will Rall bald nach seiner Haftentlassung mit anderen nach Marseille gereist sein und sich dort der Fremdenlegion angeschlossen haben. Angeblich wurde er von Marseille nach Afrika in die Nähe von Oran gesandt. Abweichenden Angaben zufolge wurde Rall entweder aufgrund eines körperlichen Fehlers, den er sich früher infolge eines Unfalls an der Hüfte und am Rücken zugezogen hatte, als unbrauchbar für die Legion angesehen, oder aber er und einige andere Männer türmten aus der Legion. Jedenfalls kehrte er im Dezember 1932 mit mehreren anderen Männern nach Deutschland zurück.

### Verhaftung und Prozess
Am 5. Dezember 1932 erließ das Amtsgericht Berlin-Charlottenburg erneut einen Haftbefehl gegen Rall wegen Autodiebstahls. Aus nicht geklärten Gründen wurde er dann am 17. Dezember 1932 in Lörrach festgenommen, aber offenbar bereits nach kurzer Zeit wieder freigelassen: Eine Fahndungsmeldung scheint zu diesem Zeitpunkt trotz Haftbefehl noch nicht vorgelegen zu haben. Am Abend des 19. Dezembers 1932 stahl er vor dem Stuttgarter Hauptbahnhof eine dunkelblaue Daimler-Limousine. Nachdem Rall bei seiner Fahrt durch Bayern wiederholt Tankrechnungen nicht bezahlt hatte, wurde die lokale Gendarmerie auf ihn aufmerksam und begann nach dem von den Tankstellenbetreibern beschriebenen Wagen zu suchen: Am 21. Dezember 1932 stellte ein Beamter Rall auf einem Bauernhof in Eschenbach bei Landshut, an dem er Halt gemacht hatte, um kleinere Reparaturen am Wagen durchzuführen. Als sich herausstellte, dass er das Fahrzeug gestohlen hatte, wurde er ins Landgerichtsgefängnis Landshut gebracht.
Nachdem der Oberstaatsanwalt beim Landgericht III in Berlin am 19. Januar 1933 Anklage gegen Rall wegen Diebstahls in vier Fällen erhoben hatte, wurde er am 1. Februar 1933 von Landshut in das Landgerichtsgefängnis von Berlin verlegt. Am 8. Februar 1933 folgte seine Überführung in das Untersuchungsgefängnis Berlin-Moabit.
Am 11. April 1933 wurde Rall vom Landgericht III in Berlin wegen des Diebstahls der Daimler-Limousine in Stuttgart am 19. Dezember 1932 zu einem Jahr Gefängnis unter Anrechnung der Untersuchungshaft verurteilt. Da Beweise für weitere Autodiebstähle nicht erbracht werden konnten, wurde er von diesen aus Mangel an Beweisen freigesprochen. Die von Rall beantragte Revision gegen das Urteil wurde schließlich am 6. Juli 1933 vom Reichsgericht verworfen.
Am 19. Juli 1933 wurde Rall vom Untersuchungsgefängnis in das Zellengefängnis Moabit verlegt. Von dort kam er kurzzeitig in die Strafanstalt Plötzensee, bevor er am 22. August 1933 in die Strafanstalt Tegel überführt wurde, von wo er am 6. September in das Gerichtsgefängnis Pritzwalk verlegt wurde. Als Zeitpunkt des Haftendes war hier der 19. März 1933 vorgesehen. Am 20. Oktober 1933 wurde Rall jedoch wieder in die Strafanstalt Berlin-Tegel transferiert.

### Verwicklung in den Reichstagsbrand und Ermordung
Am 20. Oktober 1933, wenige Tage nach dem Beginn des Reichstagsbrandprozesses, verlangte Rall, der zu dieser Zeit im Gefängnis Tegel einsaß, dem Haftrichter vorgeführt zu werden, mit der Begründung, dass er Angaben von großer Wichtigkeit im Zusammenhang mit diesem Prozess zu machen habe. Infolgedessen wurde er kurz darauf beim Landgericht Berlin in Moabit einem Richter vorgeführt. Sowohl der Gestapobeamte Hans Bernd Gisevius als auch der Gestapochef Rudolf Diels behaupteten nach dem Zweiten Weltkrieg in ihren Memoiren, dass Rall dem Richter gegenüber zu Protokoll gegeben habe, dass eine Gruppe von SA-Leuten vor dem Reichstagsbrand zum SA-Gruppenführer Karl Ernst bestellt worden sei, der ihnen befohlen habe, durch einen unterirdischen Tunnel zwischen Reichstagspräsidentenpalais und Reichstag in den letzteren einzudringen und ihn mit Hilfe einer speziellen, sich nach einer Weile von selbst entzündenden Tinktur in Brand zu setzen, um so einen Vorwand zum Losschlagen gegen die Kommunisten zu schaffen. Diels und Gisevius gaben beide an, dass der protokollierende Beamte Karl Reineking gewesen sei, der kurz zuvor aus der SA ausgeschlossen worden sei und nach Wegen gesucht habe, um sich zu rehabilitieren. Reineking habe deswegen die Berliner SA-Führung über die brisanten Behauptungen Ralls alarmiert: Der SA-Gruppenführer Ernst habe daraufhin veranlasst, dass das Protokoll des Amtsgerichtes, das der untersuchende Richter dem Oberreichsanwalt in Leipzig zugesandt habe, abgefangen und beiseitegeschafft wurde.
Am 27. Oktober wurde Rall im Tegeler Gefängnis von Beamten der Geheimen Staatspolizei abgeholt und ins Geheime Staatspolizeiamt verbracht. Dort wurde er einige Tage im Hausgefängnis der Gestapo inhaftiert und wiederholt verhört. Unter anderem war Reineking, der Ende Oktober in die Geheime Staatspolizei eintrat, hieran beteiligt.
Am 2. November 1933 fand ein Förster Ralls unbekleidete Leiche mit eingeschlagenem Schädel und einem Einschussloch in der Stirn in der Nähe von Strausberg, östlich Berlins. Bereits am 4. November ordnete der preußische Ministerpräsident Hermann Göring die Niederschlagung des von der Staatsanwaltschaft eingeleiteten „Ermittlungsverfahren[s] gegen Unbekannt wegen Gefangenenbefreiung und Todschlag [sic!]“ an. Ralls Tod wurde am 7. November beim Standesamt in Garzau beurkundet. In einem Brief des Gestapas (Geheimes Staatspolizeiamt) an das Strafgefängnis Tegel vom 25. November 1933 hieß es offiziell noch, Rall sei am 2. November 1933 um 18.35 Uhr beim Rücktransport von der Geheimen Staatspolizei in das Strafgefängnis Tegel entwichen und seither verschwunden. Später hieß es in offiziellen Dokumenten, er habe den Transport zu einem Fluchtversuch genutzt und sei dabei erschossen worden.
Sowohl Hans Bernd Gisevius als auch Rudolf Diels schrieben später in ihren Memoiren, dass Rall von Reineking und zwei weiteren SA-Angehörigen um den 2. November 1933 im Gestapa aus seiner Zelle geholt und in einem Automobil verstaut worden sei: Man sei mit ihm dann aus Berlin hinaus aufs Land gefahren und habe ihn in einem Wald bei Strausberg ermordet. Gisevius publizierte unmittelbar nach dem Zweiten Weltkrieg den folgenden Bericht zum Mord an Rall, der angeblich auf Angaben beruhte, die Reineking gegenüber seinen Arbeitskollegen bei der Gestapo gemacht hatte:

„[…] der Häftling [wurde] eines Nachts aus dem Polizeipräsidium geholt. Angeblich sollte es sich um eine kurze Gegenüberstellung handeln. In Wirklichkeit musste er sich in der Prinz-Albrecht-Straße bis aufs Hemd ausziehen. Dann fuhren sie zu viert, den vor Kälte und Todesangst zitternden Rall unten ins Auto gepfercht, zur Stadt hinaus. Dort, wo die Gelegenheit günstig schien, machten sie Halt, und was sich dann ereignete, wusste […] Reineking, scheußlich plastisch zu berichten. Sie sahen an einem Waldesrande ein freies Feld liegen, und in der der Nähe erspähten sie eine Aussichtsbank. Auf diese musste sich Rall setzen, worauf sie ihn gemeinsam erwürgten. Nach Reinekings Schilderung soll es eine endlose Zeit gedauert haben, bis ihr Opfer tot war: zumindest scheinen den Mördern die Minuten zu Stunden geworden zu sein. Darauf liessen sie die Leiche auf der Bank lehnen und machten sich am nahen Acker daran, ein Grab zu schaufeln. Doch wer beschrieb ihren Schrecken, als sie plötzlich ein Geräusch hörten, sich umdrehten und von Weitem die Leiche weglaufen sahen. Der Anblick des im hellen Mondschein und mit flatterndem Hemde davonspringenden Toten war selbst für die abgebrühten Totschläger der SA grauenerregend. Noch größer war indessen die Angst der Mordbuben, alles könne entdeckt werden. Eilig rannten sie hinter der Leiche her, und jetzt würgten sie sie so gründlich, bis ihr wirklich das Atmen verging. Hastig wurde sie verscharrt.“

In der Forschung wird – insbesondere aufgrund der Tatsache, dass Rall sich zum Zeitpunkt des Reichstagsbrandes bereits seit mehr als zwei Monaten in Haft befunden habe – mehrheitlich angenommen, dass Rall keine wirklichen Kenntnisse von einer Brandstiftung hatte und erst recht nicht in diese verwickelt gewesen sei, sondern dass er lediglich versucht habe, sich durch eine frei erfundene Geschichte etwas Abwechslung in seinem öden Haftalltag zu verschaffen, Vergünstigungen für sich zu erlangen oder auch einfach nur Aufmerksamkeit auf seine Person zu ziehen. Da ein Auftreten Ralls vor einem Gericht – ungeachtet der wahrscheinlichen Falschheit seiner Angaben – in hohem Maße kompromittierend für die Nationalsozialisten gewesen wäre, folgern die meisten Historiker, dass die Nationalsozialisten seine Aussage um jeden Preis verhindern wollten und ihn daher umbringen ließen.
In der Nachkriegszeit versuchten Verfechter der These einer nationalsozialistischen Verantwortung für den Reichstagsbrand dennoch, den Fall Rall als Beleg zur Bestätigung ihrer Auffassung einer Inbrandsetzung des Reichstages durch die SA zu nutzen. In jüngerer Zeit haben Alexander Bahar und Wilfried Kugel den Mord an Rall erneut als Beleg für eine NS-Beteiligung am Reichstagsbrand zu nutzen versucht: er könnte demnach trotz seiner Inhaftierung zum Zeitpunkt des Reichstagsbrandes intime Kenntnisse darüber gehabt haben, da, wie das Nachrichtenmagazin Der Spiegel ihre These zusammenfasste, „die SA eben möglicherweise schon Wochen vor Adolf Hitlers ‚Machtergreifung‘, als Rall noch in Freiheit war, den Brand vorbereitet und die Brandmittel heimlich in den Reichstag gebracht“ haben könnte.
In jüngerer Zeit hat der amerikanische Historiker Benjamin Carter Hett die Überlegung in den Raum gestellt, dass Rall zwar mit Sicherheit nicht selbst an der Inbrandsetzung des Reichstagsgebäudes beteiligt gewesen ist, da er zum Brandzeitpunkt ja inhaftiert war, dass er jedoch um 1931/1932 einer von Hans Georg Gewehr geführten Sondereinheit der Berliner SA angehört haben könnte, die im Rahmen des politischen Kampfes dieser Jahre u. a. auch mit Brandstiftungsaufgaben, wie z. B. der Inbrandsetzung von Wahlplakaten gegnerischer Parteien durch das Bespritzen mit speziellen, sich durch Kontakt mit Sauerstoff zeitversetzt selbst entzündender Tinkturen, befasst war. Aus diesem Grund hält Hett es für plausibel, dass Rall während seiner Gefängniszeit im Jahre 1933 durch die Lektüre von Zeitungsberichten über den Reichstagsbrand einerseits und durch sein Insiderwissen über die Arbeitsweise Brandstifter-Einheit der Berliner SA sowie die von dieser verwendeten Brandstiftungsmittel andererseits in der Lage gewesen wäre, sich den wahrscheinlichen technischen Ablauf der Reichstagsbrandstiftung sowie seine Hintergründe zusammenzureimen und womöglich sogar, aufgrund seiner Beziehungen mit SA-Angehörigen, die in der Vergangenheit mit technisch ähnlich durchgeführten Brandstiftungsaktivitäten befasst gewesen waren, einige eventuell an der Reichstagsbrandstiftung beteiligte Personen zu schlussfolgern. Da Rall in dem Protokoll, das er im Oktober 1933 zusammen mit dem Strafanstaltsdirektor Brucks aufnahm und dessen Inhalt dann über Reineking an Karl Ernst kommuniziert wurde, wahrscheinlich weitgehend zutreffende Annahmen über die Verantwortlichen und die praktische Durchführung der Brandstiftung geäußert habe, habe die SA – so Hett – ihn beseitigt, da sie erkannt habe, dass Rall den tatsächlichen Ablauf und die tatsächlichen Hintergründe des Brandes aufgrund der ihm vorliegenden Insiderinformationen weitgehend korrekt zusammenkombiniert habe, und verhindern wollte, dass er durch eine Bekanntgabe seiner korrekten Schlussfolgerungen und Einsichten vor Gericht oder bei sonstigen Gelegenheiten, die Wahrheit über den Brand aufdecken würde.
Eine Untersuchung des Mordes an Rall durch die Berliner Staatsanwaltschaft wurde in den 1960er Jahren ohne Ergebnis eingestellt, nachdem der Tod Reinekings festgestellt worden war (so dass das Verfahren gegen diesen sich automatisch erledigt hatte) und weitere Verdächtige nicht eruiert werden konnten.

## Familie
Rall hatte drei jüngere Brüder.

## Archivarische Überlieferung
Eine zeitgenössische Ermittlungsakte gegen Rall befindet sich im Brandenburgischen Landeshauptarchiv in Potsdam. Ebenfalls dort wird eine polizeiliche Warnmeldung über Ralls angebliche Anwerbung durch den französischen Geheimdienst aufbewahrt (C-Rep. 375-01-14, Nr. 18315).
Im Landesarchiv Berlin findet sich im Bestand Staatsanwaltschaften die Akte zu dem Strafverfahren gegen Rall wegen Diebstahls von 1933 (A. Rep. 358-01, Nr. 8300).
Im Geheimen Staatsarchiv haben sich zeitgenössische Ermittlungsakten zu der Auffindung von Ralls Leiche im Jahr 1933 erhalten (Rep. 84a, Nr. 53360, 53361, 53362 [22 Blatt]).
Im Brandenburgischen Landeshauptarchiv liegen 2 Akten mit Gerichts- und Inhaftierungsunterlagen zu Rall aus den Jahren 1932 und 1933 (Rep. 12 B, Band 1 und Band 2).
Die Akten zum Ermittlungsverfahren der Staatsanwaltschaft Berlin in den 1960er Jahren wegen der Ermordung Ralls (bei dem es sich um ein zusammengezogenes Verfahren handelte, in dessen Rahmen mehrere verschiedene Tötungshandlungen aus dem Jahr 1933 untersucht wurden) werden im Landesarchiv Berlin verwahrt. Ebenfalls dort liegen zwei zeitgenössische Akten zu einem Strafverfahren gegen Rall wegen schweren Diebstahls.